# Ельконін Данило Борисович
Данило Борисович Ельконін (нар. 16 лютого 1904, с. Мала Перещепина Полтавська губернія, Російська імперія — пом. 4 жовтня 1984, Москва, Російська РСФСР, СРСР) — радянський психолог, автор оригінального напряму в дитячій та педагогічній психології, член-кореспондент АПН СРСР (1968).

## Біографія
Народився 1904 року в селі Мала Перещепина Полтавської губернії, старший брат Віктора Ельконіна (1910—1994).
Із 1914 року навчався в Полтавській гімназії, залишив її в 1920 році у зв'язку з важким матеріальним становищем сім'ї. Працював діловодом військово-політичних курсів, вихователем у колонії малолітніх правопорушників. У 1924 році за відрядженням Наркомосу Української РСР вступив на психолого-рефлексологічний факультет Ленінградського інституту соціального виховання (згодом об'єднаного з Ленінградським педагогічним інститутом ім. АО І. Герцена). У 1927 році закінчив педологічне відділення педагогічного факультету ЛДПІ. Працював педологом-педагогом дитячої профамбулаторії Жовтневої залізниці. Із 1929 року працював у ЛДПІ, де темою його наукової роботи (у співпраці з Л. С. Виготським) були проблеми дитячої гри. Викладав на кафедрі педології. Після скасування педологічних структур з 1937 року працював учителем початкових класів в одній з ленінградських шкіл, викладав у педагогічному інституті, створював шкільні підручники з російської мови для народностей Крайньої Півночі. В 1940 році захистив кандидатську дисертацію, присвячену розвитку мовлення школярів.
Після закінчення німецькорадянської війни (яку він провів на фронті, був нагороджений орденами і медалями)Д. Б. Ельконін, хоча і дуже хотів цього, не був демобілізований. Він отримав призначення на викладацьку роботу в Московський обласний військово-педагогічний інститут радянської армії, де не тільки викладав психологію, а й розробив основні принципи побудови курсу радянської військової психології.
У період боротьби з космополітизмом, мало місце засідання комісії, присвячене «розбору і обговоренню помилок космополітичного характеру, які допускаються підполковником Ельконіним», яке було назначено на 5 березня 1953 року, але в цей день помер Йосип Сталін, і це було відкладено, а потім скасовано. Підполковник Д. Б. Ельконін був звільнений в запас.
У вересні 1953 року Данило Ельконін став штатним співробітником Інституту психології АПН РРФСР (тепер Психологічний інститут РАО), де і пропрацював до кінця життя. В інституті він працював завідувачем кількох лабораторій, в 1962 році захистив докторську дисертацію, а в 1968 році був обраний членом-кореспондентом АПН СРСР. Багато років він викладав на факультеті психології МДУ, утвореному в 1966 році.
Син-психолог Борис Ельконін (нар. 1950).
Помер Борис Ельконін у 1984 році. Похований на Востряковському кладовищі.

## Наукова діяльність
Написав під редакцією Михайла Басова у 1930 році брошуру «Вчення про умовні рефлекси». У цій роботі 26-річний Д. Ельконін детально пояснив читачеві, що таке «умовний рефлекс» і питання будови нервової системи.
Роботи Данила Ельконіна стали одним з наріжних каменів теорії діяльності.
Свої дослідження з дитячої психології він проводив спільно з учнями Лева Виготського: Олексієм Леонтьєвим, Олександром Лурією,Олександром Запорожцем, Лідією  Божович, Петром Гальперіним.
Д. Б. Ельконін опублікував кілька монографій і наукових статей, які були присвячені огляду проблем теорії та історії вивчення дитинства, його періодизації та психодиагностики.
Займався такими питаннями, як психологічний розвиток дітей в різному віці, психологією гри та питаннями навчальної діяльності школярів, а також проблемою розвитку мовлення та навчання читання у дітей.
Основним внеском Данила Борисовича до радянської і світової педагогіки була розробка і впровадження нової системи навчання — «розвиваючого навчання».
Також кілька статей Д. Б. Ельконіна були присвячені аналізу поглядів Л. С. Виготського. Данило Борисович у своїх роботах спирався на ідею про культурно-історичний розвиток людини, так у восьми теоретичних роботах Ельконіна було детально розкрито загальне становище Л. С. Виготського.
Дане положення (про те, що дитинство розвивається і має конкретно-історичний характер) було також висловлено П. П. Блонским та О. М. Леонтьєвим. Це означає, що дитинство в періоди різних історичних епох має різні закономірності і зміст. Дослідники дійшли висновку, що не існує однакового дитинства, дитинства немає «взагалі». Саме тому важливо зрозуміти теорію історичного розвитку дитинства, спираючись на історію психології, етнографію, історію освіти тощо.
Данило Ельконін вважав, що всі види діяльності дітей громадські за своєю природою, змістом і формою, тому дитина з першої хвилини народження і з перших ступенів свого розвитку є суспільною істотою. Для Данила Борисовича було неприйнятним положення «дитина і суспільство», він вважав правильним положення «дитини в суспільстві».
Також Д. Б. Ельконін вважав дитину активним суб'єктом в перетворенні і присвоєнні досягнень людської культури, які завжди носять діяльнісний характер. Завдяки процесам перетворення дитина відтворює і створює в собі людські здібності.
З даного питання Олександр Леонтьєв та Данило Ельконін дотримувалися однієї точки зору, що дитина в процесі перетворення діяльності здійснює таку практичну або пізнавальну діяльність, яка адекватна, але не тотожна діяльності, яка втілена в людській діяльності в попередньому поколінні.
Розглядаючи проблему співвідношення навчання і розвитку дитини, Д. Б. Ельконін писав: «між навчанням і розвитком стоїть діяльність суб'єкта і діяльність самої дитини». В емпіричній частині вивчення даної проблеми Ельконін спирався на ідеї Л. С. Виготського про те, що навчання передує розвитку, а також положення «розвиток з навчання» є основним фактом педагогічної діяльності.
Данило Ельконін протягом всієї своєї наукової діяльності вивчав питання психологічного розвитку дитини. Ельконін вважав, що його розуміння розвитку дитини дозволить подолати ту натуралістичну постановку питання дитячої психології, яка так довго побутувала в даному питанні.
Данило Борисович в процесі вивчення розвитку дитини, сформулював наступні принципи:
- умови (розвитку) — зростання і дозрівання організму;
- джерела — середовище, ідеальні форми, тобто чим розвиток має завершитися;
- форма — засвоєння;
- рушійні сили — протиріччя між засвоєнням предметної та суспільної сторонами дії[15].

Роботи Д. Б. Ельконіна були також присвячені психології гри і проблемам періодизації ігрової діяльності. У своїх роботах він описав структуру і виділив основні елементи ігрової діяльності:
1. сюжет (у що грають);
2. зміст (як грають);
3. роль;
4. уявна ситуація;
5. правило;
6. ігрові дії та операції;
7. ігрові відносини.

Велике значення мала розроблена періодизація Ельконіним, в якій він виділив дві сторони в діяльності — пізнавальну і мотиваційну. Ці сторони існують в кожній провідній діяльності, але розвиваються нерівномірно, чергуючись за темпом розвитку в кожному віковому періоді.

## Основні публікації
- Учение об условных рефлексах. М., Л., 1930.
- Букварь: Учебник русского языка для мансийской начальной школы. Л., 1938.
- Устная и письменная речь школьников (рукопись), 1940 (опубликовано позднее — см. 1998).
- Развитие конструктивной деятельности дошкольников (рукопись), 1946.
- Психологические вопросы дошкольной игры // Вопросы психологии ребёнка дошкольного возраста. М., 1948.
- Мышление младшего школьника // Очерки психологии детей. М., 1951.
- Психологические вопросы огневой подготовки. М., 1951.
- Психическое развитие ребёнка от рождения до поступления в школу // Психология. М., 1956.
- Творческие ролевые игры детей дошкольного возраста. М., 1957.
- Развитие речи в дошкольном возрасте. М., 1958.
- Детская психология. М., 1960. — 384 с.
- Вопросы психологии учебной деятельности младших школьников / под ред. Д. Б. Эльконина, В. В. Давыдова. М., 1962.
- Психология детей дошкольного возраста / под ред. А. В. Запорожца, Д. Б. Эльконина. М., 1964.
- Психология личности и деятельности дошкольника / под ред. А. В. Запорожца, Д. Б. Эльконина. М., 1965.
- Возрастные особенности младших подростков / под ред. Д. Б. Эльконина. М., 1967.
- Психология обучения младшего школьника. М., 1974.
- Как учить детей читать. М., 1976.
- Д.Б.Эльконин. Психология игры. — Педагогика, 1978. — 304 с. — 30000 прим.
- Д. Б. Эльконин. Развитие устной и письменной речи. М.: Интор, 1998. — 112 с. http://author-club.org/shop/products/27/ [Архівовано 16 лютого 2017 у Wayback Machine.]

## Пам'ять
Ельконінські читання — конференція, яка проходить кожні два роки в Психологічному інституті Російської академії освіти. Читання, присвячені пам'яті Данила Борисовича Ельконіна, були вперше проведені в 1996 році з ініціативи Василя Давидова та Бориса Ельконіна.

## Нагорода
Орден Вітчизняної війни II ступеня, Червоної зірки.
Медаль «За бойові заслуги», «За оборону Ленінграда».

## Примітка
1. 1 2  Педагоги и психологи мира — 2012.
2. 1 2  Чеська національна авторитетна база даних
3. ↑  Подвиг народа. Архів оригіналу за 1 січня 2021. Процитовано 19 травня 2021.
4. ↑  Эльконин Борис Даниилович [Архівовано 5 листопада 2019 у Wayback Machine.] на сайте НИУ ВШЭ
5. ↑  Эльконин Д. Б. Мышление младшего школьника. — М. : Педагогика, 1951. — (Очерки психологии детей)
6. ↑  Эльконин Д. Б. Психологические вопросы игры и обучения в дошкольном возрасте. — М. : Педагогика, 1957.
7. ↑  Эльконин Д. Б. Устная и письменная речь школьников. — (рукопись), М, 1940.
8. ↑  Эльконин Д. Б. Проблема обучения и развития в трудах Л. С. Выготского // Вопросы психологии. — 1966. — № 6 (25 березня).
9. ↑  Эльконин Д. Б. Избранные психологические труды, Э-53, (Труды д. чл. и чл.-кор. АПН СССР). Педагогика, М. 1989. с. 560. Архів оригіналу за 25 травня 2015. Процитовано 25 травня 2015.
10. ↑  Леонтьев А. Н. Проблемы развития психики. — 1959.
11. ↑  Эльконин Д. Б. Избранные психологические труды, с. 512. Педагогика, М. 1989. Архів оригіналу за 25 травня 2015. Процитовано 25 травня 2015. Между обучением и развитием стоит деятельность субъекта, деятельность самого ребенка
12. ↑  стр.380 Эльконин Д. Б. Избранные психологические труды. — Педагогика, М, 1989.
13. ↑  Эльконин Д. Б. Избранные психологические труды, Э-53, (Труды д. чл. и чл.-кор. АПН СССР). Педагогика, М. 1989. Архів оригіналу за 25 травня 2015. Процитовано 25 травня 2015.
14. ↑  Эльконин Д. Б. Психология развития человека. — М. : Аспект Пресс, 2001. — 460 с.
15. ↑  Эльконин Д. Б. Избранные психологические труды, с. 492. Педагогика, М. 1989. Архів оригіналу за 25 травня 2015. Процитовано 25 травня 2015. Движущие силы развития заключены в том противоречии, которое содержится в процессе усвоения ребенком общественно-мотивационной и предметно-операционной сторон действия. {{cite web}}: Cite має пустий невідомий параметр: |description= (довідка)
16. ↑  Эльконин Д. Б. Основные вопросы теории детской игры // Психология и педагогика игры дошкольника. — М., 1966.
17. ↑  Марцинковская Т. Д. История детской психологии: учебник для студ. пед. вузов. — М. : Гуманит. изд. центр ВЛАДОС, 1998. — 272 с.